# Frederick Griffith

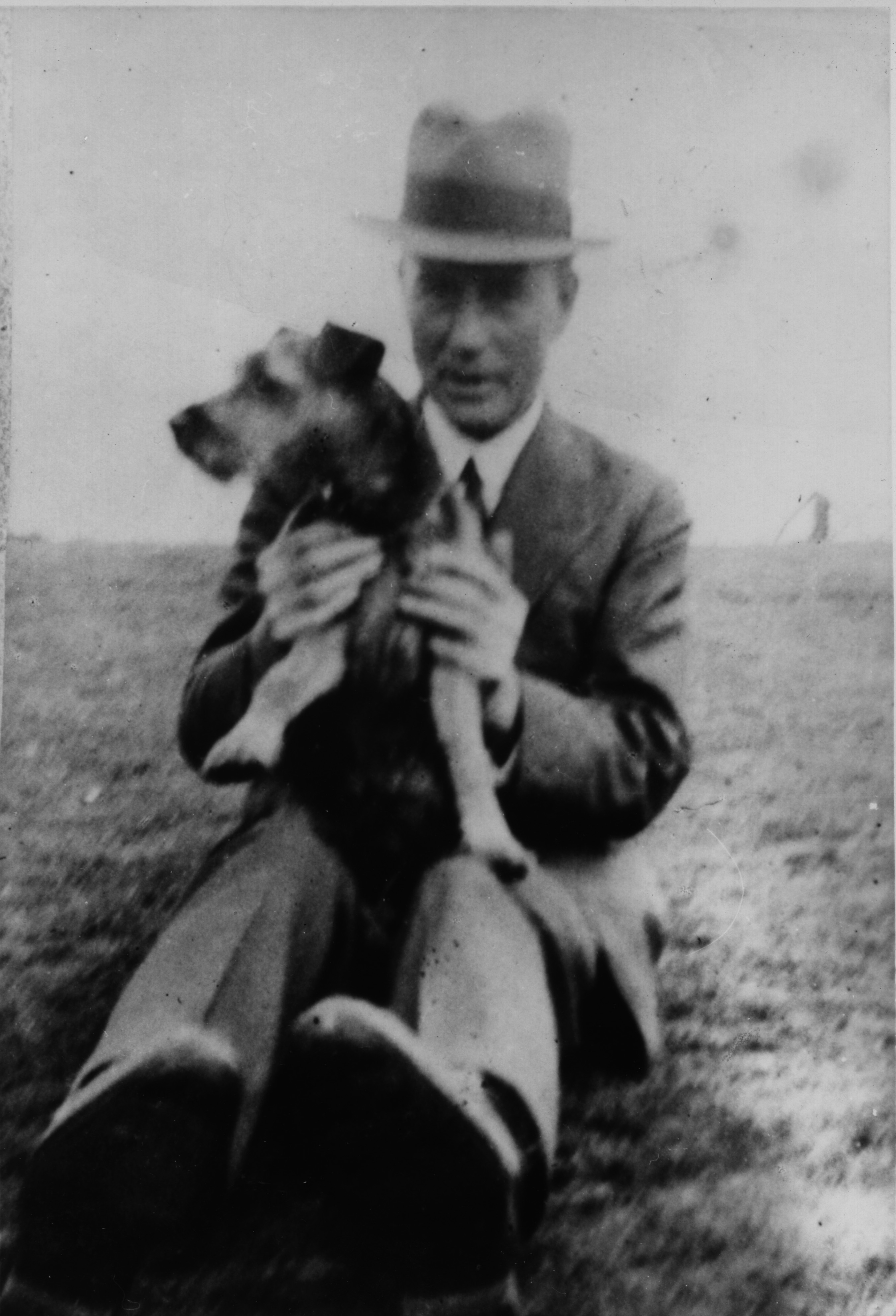
Frederick Griffith, 1936.

Frederick Griffith (1879 - 1941) var en brittisk läkare och genetiker. År 1928, i det som idag är känt som Griffiths experiment, upptäckte han vad han kallade omvandlingsprincipen, som i dag är känd för att vara DNA. Han föddes i Hale, England och studerade genetik vid Liverpools universitet. I sina yngre dagar arbetade han för Liverpools Kungl sjukhus (Liverpool Royal Infirmary), Thompson Yates Laboratory, och den kungliga kommissionen om tuberkulos.
Griffith dödades i sitt laboratorium 1941, tillsammans med vännen och bakteriologen William M. Scott i London som en följd av en flygräd under Londonblitzen. Det var inte förrän flera år senare som Griffiths "omvandlingsprincip" identifierades som DNA av Oswald Theodore Avery, tillsammans med medarbetare Colin MacLeod och Maclyn McCarty, 1944.